# Moldavanski
Moldavanski - Молдаванский (rus) és un khútor del krai de Krasnodar, a Rússia. Es troba a les terres baixes de Kuban-Azov, a la vora dreta del riu Kuban, davant de Netxàievski. És a 16 km al sud-est de Poltàvskaia i a 59 km al nord-oest de Krasnodar.
Pertany al possiólok d'Oktiabrski.